# Robert Frost
Robert Lee Frost (São Francisco, Califórnia, 26 de março de 1874 — Boston, 29 de janeiro de 1963) foi um dos mais importantes poetas dos Estados Unidos do século XX. Frost recebeu quatro prêmios Pulitzer.

## Biografia
O pai de Robert Frost bebia, jogava e era excêntrico e irascível. A mãe era o oposto: religiosa e culta, foi quem apresentou ao filho o mundo da literatura. Com a morte do pai em 1885, a família muda-se para a Nova Inglaterra, região à qual Frost e sua poesia seriam permanentemente associados no futuro (embora o poeta também tenha passado longas temporadas em Michigan e na Flórida).
Em 1890, publica seu primeiro poema, começa a dar aulas e realiza pequenos serviços em fazendas e moinhos. A vida que levava nesse período moldou sua personalidade poética: Frost foi um dos poetas norte-americanos que melhor combinou em seus versos o popular e o moderno, o local e o universal.
Em 1895, inicia-se uma nova fase em sua vida: casa-se com Elinor White em 19 de dezembro; o primeiro filho nasce no ano seguinte (teria seis ao todo), e passa a envolver-se cada vez mais com a vida no campo: em 1901 já administra sua própria fazenda. Adquire o hábito de escrever seus poemas à noite, na mesa da cozinha. A partir de 1906, quando começa a lecionar em tempo integral na Pinkerton Academy, a vida profissional de Frost não se dissociaria mais do ramo das letras. Começa a proferir palestras e conferências, atividade que não abandonaria até a morte.
Entre 1912 e 1915, viveu na Inglaterra, país onde publicou seus dois primeiros livros de poemas, A Boy’s Will (1913) e North of Boston (1914). Os livros foram bem recebidos pela crítica européia, e Frost é apresentado a poetas famosos, como Ezra Pound, Ford Madox Ford e W. B. Yeats.
Em 1915, volta aos Estados Unidos, e no mesmo ano lança em seu país natal seus dois primeiros livros. Entre suas publicações de 1920 está o poema Fire and Ice. Com a carreira literária cada vez mais sólida, recebe o Pulitzer em duas ocasiões (1924, por New Hampshire, e 1931, por Collected Poems).
A morte da esposa em 1938 e o suicídio do filho Carol, em 1940, causaram um impacto tremendo em sua estabilidade emocional. Em 1941, muda-se para Cambridge, onde viveria pelo resto da vida, o tempo todo assessorado por sua secretária Kathleen Morrison (logo em seguida à morte da esposa, Frost a pedira em casamento, mas Kathleen recusou).
As viagens como conferencista incluíram uma visita ao Brasil (Rio de Janeiro e São Paulo) em agosto de 1954. Em 1957, volta a visitar a Europa, ocasião em que conhece grandes nomes da literatura da época: W. H. Auden, E. M. Forster, Cecil Day Lewis, Graham Greene.
Plenamente reconhecido como um dos maiores poetas norte-americanos do século, Robert Frost morre em 29 de janeiro de 1963.

## Obras
A produção literária de Frost é variada e abundante. Sua poesia inclui sonetos, poemas em forma de diálogo, poemas curtos, poemas longos. Escreveu três peças teatrais (A Way Out, In an Art Factory e The Guardeen). São numerosíssimos os registros de suas conferências. A correspondência, os ensaios e as histórias merecem o mesmo comentário. Frost tem a capacidade de dar um tratamento simples e ao mesmo tempo profundo a temas elementares (fogo, gelo, natureza), tirando verdadeiras "lições de moral" de suas observações do mundo natural (lições nem sempre otimistas, como se pode notar em Nothing Gold Can Stay). Tal traço, aliado à modernidade de sua linguagem (Frost era um defensor do uso da linguagem vernácula nas obras literárias), fez com que Frost jamais deixasse de figurar entre os escritores prediletos dos norte-americanos, ao lado de nomes como Walt Whitman, Ralf Emerson e Henry David Thoreau. Seu poema The Road Not Taken é peça obrigatória em qualquer antologia poética de língua inglesa. Prova adicional de sua popularidade são as várias referências em filmes como Sociedade dos Poetas Mortos e Daunbailó.